# Fredrik Hallgren
Pour les articles homonymes, voir Hallgren.
 (août 2018).
Fredrik Hallgren est un acteur suédois né le 7 décembre 1973 à Stockholm, où il a étudié l'art dramatique. 

## Biographie
Fredrik Hallgren étude l'art dramatique à la Calle Flygare Teaterskola (sv) de 1996 à 1998, puis au studio Scene à Stockholm 2001-2003.
Il participe ensuite à plusieurs émissions de télévision. Il joue depuis dans plusieurs téléfilms et séries télévisées.
En 2017, il obtient l’un des rôles principaux dans la série à succès Notre grande famille, actuellement en cours de production.

## Filmographie
- 2013 : 112 Aina (série télévisée) : Frans Ytterman
- 2017 : Notre grande famille (série télévisée) : Martin